# ID; Peace B (노래)
《ID; Peace B》는 원래 대한민국 여자 가수 보아의 한국 데뷔곡이며 일본 데뷔를 위해 일본어 버전으로  발매한 보아의 일본 데뷔곡이며 첫 번째 싱글이다.

## 설명
- 2001년 3월 7일, 일본 도쿄의 클럽 벨파레에서 쇼케이스 겸 첫 무대를 가졌다.[1]
- 〈ID; Peace B〉는 2000년에 한국에서 발매한 보아의 한국 데뷔 앨범의 데뷔 곡이자 타이틀 곡과 동일한 곡이다.
- 커플링곡 <Dreams Comer True>는 한국 1.5집 Jumping In the World"에 한국어 버전으로 수록되었다.
- 작사에는 일본 여자 그룹 dream의 원멤버 마츠무로 마이가 작사하였고, 추가 작사에 유영진이 참여하였다.
- 한국어 가사 가운데 추카추카추라는 부분이 있는데, 일본에서도 똑같이 사용하였다.
- 뮤직비디오는 한국 데뷔 뮤직비디오와 전혀 다르다.
- 보아의 몇 개의 곡은 여러 나라 버전의 언어로 발표하고 있지만, 〈ID; Peace B〉가 한국어, 영어, 중국어, 일본어로 4개 언어로 최대의 언어 버전을 가지고 있는 곡이다.
- 커플링 곡인 〈Dreams come true〉은 한국 1.5집 《Don't start now - Jumping into the World》의 11번 트랙과 동일한 곡이다.
- 한국의 곡을 가지고 데뷔했다는 점, 커플링 곡 역시 한국에서 먼저 발매했다는 점에서 데뷔 싱글이지만 사실상 일본 사람들과 작업은 했다고 보기에는 무리가 있다는 의견도 있다.
- 〈Peace B〉의 ‘B’는 보아(BoA)를 의미한다.[2]
- 이 두 곡은 일본 정규 1집 LISTEN TO MY HEART에 수록되었다.

## 수록곡
1. ID; Peace B 
  - 작사：마츠무로 마이／작곡：Yoo Young Jin
2. Dreams come true 
  - 작사：Maki Mihara／작곡：하라다 켄
3. ID; Peace B （Instrumental）
4. Dreams come true （Instrumental）
5. ID; Peace B （English version） 
  - 작사：Brian, Jeena Kim, Esther／작곡：Yoo Young Jin